# Hanasaku Iroha
Hanasaku Iroha (花咲くいろは, lit. "O ABC da Florecência"), também conhecida apenas como Hanairo, é uma série de anime japonesa produzida pela P.A. Works e dirigida por Masahiro Ando. O roteiro foi escrito por Mari Okada, com o caracter designer de Mel Kishida. O estúdio P.A. Works produziu o projeto para celebrar seu décimo aniversário. O anime começou a ser transmitido em 3 de abril de 2011 pela emissora Tokio MX e foi finalizado em 25 de setembro de 2011, com 26 episódios. Foram criadas duas adaptações da série para mangá, uma ilustrada por Eito Chida e começou a ser publicada na edição de dezembro de 2010 da revista Gangan Joker da editora Square Enix. E a segunda, com ilustração de Jun Sasameyuki, começou a ser publicada em 1 de julho de 2011, na revista online Web Comic Gekkin. A sua história é focada em uma garota de 16 anos de idade, Ohana Matsumae, que sai de Tóquio na primavera para viver com sua avó, em sua pousada.

## Sinopse
Hanasaku Iroha gira em torno da personagem principal, Ohana Matsumae, uma adolescente de 16 anos de idade, em Tóquio, que é deixada aos cuidados de sua avó, após a fuga de sua mãe com o namorado. Ohana chega à casa da sua avó, e percebe que ela é a proprietária de uma pousada denominada Kissuisō. Ela então começa a trabalhar na pousada, a pedido de sua avó, mas encontra-se em conflito com a maioria dos funcionários e clientes da pousada. Inicialmente se sente desestimulada, mas ela decide usar sua situação como uma oportunidade para mudar e se tornar uma pessoa melhor e ter um bom relacionamento com os funcionários da pousada Kissuisō.

## Personagens
Ohana Matsumae (松前 緒花, Matsumae Ohana)
Ohana Matsumae é uma enérgica e otimista garota de dezesseis anos e é a protagonista de Hanasaku Iroha. Ela é enviada para viver com sua avó numa distante pousada chamada Kissuiso, depois que sua mãe foge com o namorado para fugir de uma dívida dele. Seu melhor amigo Kōichi Tanemura confessou seus sentimentos para ela antes de sua partida e ela incapaz de retribuir não pode dar uma resposta a ele já que não sabia o que sentia. Em Kissuiso, sua avó que é a gerente da pousada, praticamente a obriga a trabalhar lá, como compensação por ficar lá. Logo ela passa seus dias na pousada dividindo um quarto com Minko e trabalhando de garçonete. Sua bebida preferida é  uma mistura de cola e chá preto. Ela costuma ser confusa, principalmente quando o assunto envolve ser melhor amigo que espera uma resposta sobre seus sentimentos. Apesar de tudo ela está sempre dependente dele. Ohana é uma menina forte e cheia de vontade, contudo muito teimosa e realista para a sua idade.
Minko Tsurugi (鶴来 民子, Tsurugi Minko)
Minko Tsurugi é uma adolescente de dezesseis anos aprendiz de chefe de cozinha no Kissuiso, local em que também vive. Como primeira impressão passa a ideia de uma garota super bonita e no colégio é super popular com os meninos, contudo possui um caráter difícil(Ela é uma tsundere). Não gosta de Ohana no início devido a um pequeno problema com seu jardim fazendo-a gritar um "Morra" para Ohana, porém lentamente  começa a aceitá-la como amiga. Ela foi parar na pousada, para realizar seu sonho de ser chefe profissional, mesmo contra a vontade de seus pais. Ao chegar lá implorou para que a aceitassem e Toru, um dos cozinheiros, acabou a aceitando como aprendiz. Desde então, ela tem fortes sentimentos por ele e fica com ciúmes quando ele fala sobre outras garotas.
Dublagem Japonesa: Chiaki Omigawa
Nako Oshimizu (押水 菜子, Oshimizu Nako)
Oshimizu Nako é uma garota de dezesseis anos responsável pela limpeza na pousada onde faz um "part-time-job". Ela também é garçonete assim como Ohana, porém é tímida (Talvez seja por não estar acostumada com a "energia" de suas colegas Minko ( na qual ela chama "Minchi") e Ohana. Ela possui três irmãos mais novos na qual ajuda a cuidar junto com os pais de criação. Ela torna-se amiga íntima de Ohana e lhe ensina como realizar seus deveres. Nako é muito boa em natação, sendo que na infância ganhou o apelido de "Kappapa", depois de uma mítica criatura aquática chamada kappa.
Dublagem Japonesa: Aki Toyosaki
Yuina Wakura (和倉 結名, Wakura Yuina)
Yuina tem dezesseis anos e é filha e herdeira do Fukuya, a pousada rival de Kissuiso. Ela está na mesma escola que Ohana, Minko e Nako, e é vista saindo com elas em várias ocasiões. Está dividida sobre a escolha de continuar com o negócio pousada de sua família, ou encontrar uma forma diferente de cumprimento da carreira.
Dublagem Japonesa: Haruka Tomatsu
Tomoe Wajima (輪島 巴, Wajima Tomoe)
Tomoe é a garçonete de 28 anos de idade que trabalha em Kissuiso. Ela gosta de ouvir fofoca sobre outros funcionários e clientes que se hospedam no hotel. Como sendo a única mulher de sua família perto de seus trinta anos que ainda está solteira, Tomoe é geralmente lembrada por sua mãe que ela deve logo começar a procurar um marido para lhe dar netos.
Dublagem Japonesa: Mamiko Noto
Kōichi Tanemura ((種村 孝一, Tanemura Kōichi)
Kōichi é um adolescente de 16 anos de idade, que é o melhor amigo de Ohana. Kōichi confessou seus sentimentos para Ohana antes de sua partida, mas estava com muito medo de ouvir uma resposta e fugiu. Ele sempre oferece apoio a Ohana quando ela se sente para baixo. Com o progresso da história, ele se sente abandonado por Ohana quando ela se ajusta ao seu novo estilo de vida.
Dublagem Japonesa: Yūki Kaji
Satsuki Matsumae (松前 皐月, Matsumae Satsuki)
Mãe de Ohana, possui 38 anos. Ela é uma jornalista que após fugir com o namorado deixa Ohana aos cuidados de sua mãe, que alega ter repudiado a filha. Ela praticamente negligenciou Ohana e colocou na cabeça dela (de Ohana) que "Não se deve confiar em ninguém, nem mesmo em pessoas da própria família somente em si mesma". Ela é crítica de hotéis que se deixa levar por subornos, mesmo que seja para falar mal da pousada de sua família. Muitas vezes escreveu comentários mordazes solicitados por seus superiores hierárquicos.
Dublagem Japonesa: Takako Honda
Sui Shijima (四十万 スイ, Shijima Sui)
Avó de Ohana e proprietário da Kissuiso, possui 68 anos. Atrás de sua compostura feroz e rigorosa para com seus funcionários (a ponto de repreendê-los fisicamente), Sui, eventualmente, revela-se compreensiva e carinhosa com eles quando é necessário, assim, ganha não só obediência da parte deles, mas também o respeito e devoção.
Dublagem Japonesa: Tamie Kubota
Enishi Shijima ((四十万 縁, Shijima Enishi)
Tio de Ohana, possui 32 anos.Ele sofreu Bullying de Satsuki durante sua infância. Geralmente apela para Takako e a considera como sua parceira de négocios (ou algo mais). Eles dois acabam casando mais tarde. Após o fechamento da pousada, Enishi tem como objetivo melhorar suas habilidade de gestão para assim suceder sua mãe.
Dublagem Japonesa: Kenji Hamada
Tōru Miyagishi (宮岸 徹, Miyagishi Tōru)
Um chefe de cozinha júnior que trabalha em Kissuiso. Tem 23 anos de idade. Ele é muito franco e facilmente frustrado. Ele é muito rígido quando supervisiona o treinamento de Minko, muitas vezes indo longe demais com o abuso verbal. Ohana foi inicialmente intimidada por ele, fazendo-a sentir uma aversão por ele. No entanto, Tōru  começa a desenvolver sentimentos em relação Ohana e sente que ela é a única que está disposto a dizer que precisa dele. Depois, ele é muitas vezes visto olhando para Ohana, para grande ciúme de Minko, que confundiu as preocupações de Toru sobre Ohana  com amor, o que foi desmentido...
Dublagem Japonesa: Junji Majima
Renji Togashi (富樫 蓮二, Togashi Renji)
Um cozinheiro chefe de 42 anos que trabalha em Kissuiso. Renji é o mentor de Tōru. Ele tem uma aparência muito brusca, evidenciada por uma pequena cicatriz facial, mas foi demonstrado que possui uma luz lateral em seu coração em certas ocasiões. Ele fica nervoso facilmente quando sob pressão e acaba não conseguindo cozinhar direito. Ele é bem focado em seu trabalho.
Dublagem Japonesa: Taro Yamaguchi
Takako Kawajiri (川尻 崇子, Kawajiri Takako)
Uma mulher de trinta anos e consultora de negócios de Kissuiso. Ela frequentou a mesma universidade que Enishi. Muitas vezes ela tem planos erráticos para melhorar a pousada e tende a utilizar de forma aleatória palavras inglesas. Ela se casa com Enishi no final. Seu novo nome é Takako Shijima.
Dublagem Japonesa: Ayumi Tsunematsu
Tarō Jirōmaru (次郎丸 太朗, Jirōmaru Tarō)
Um romancista de 31 anos que praticamente mora em Kissuiso. Escreve romances eróticos usando o pessoal de Kissuiso como referências de caráter. Ele finalmente começa a trabalhar na pousada, depois que descobriu-se que ele não podia pagar a conta. Ironicamente, seus trabalhos anteriores incluem um mangá de culinária que inspirou tanto Minko e Tōru a tornarem-se cozinheiros.
Dublagem Japonesa: Junichi Suwabe
Denroku Sukegawa (助川 電六, Sukegawa Denroku)
Um zelador de 73 anos que trabalha em Kissuiso. Ele tem trabalhado em Kissuiso desde a sua criação. O pessoal costuma se referir a ele como "homem dos feijões".
Dublagem Japonesa: Chō

## Mídia

### Mangá
Uma adaptação para mangá, ilustrada por Eito Chida, começou a ser publicada na edição de dezembro de 2010 da revista Gangan Joker da editora Square Enix, foi finalizada em outubro de 2012, conta com um total de cinco volumes.

### Anime
Série Produzida pela P.A.Works e dirigida por Masahiro Ando, iniciou-se dia 3 de Abril de 2011 no Japão, pela emissora Tokio MX. Roteiro escrito por Mari Okada, Chefe de animação Kanami Sekiguchi teve sua base de personagens pelos do anime Mel Kishida. Direção de Audio de Jin Aketagawa. e a canção foi produzida por Shirō Hamaguchi e intitulada "Patricia" (パトリシア)" por Nano. Ripe foi produzida para o anime, o single foi lançado em 22 de setembro de 2010 por Lantis. "Patricia"foi usada em vários vídeos promocionais para o anime, e um outro vídeo promocional contou com o Clipe "Yumeji" (梦 路, "Dreaming") por Nano. Ripe "; Yumeji"foi lançado após a simgle "Patricia". O tema de abertura é "Hana no Iro" (ハナノイロ) por Nano.Ripe, e terminando o tema é "Hazy" de Sphere.

#### Lista de Episódios
| #  | Título Original em Rōmaji \| Japonês                           | Título em Português (Tradução)                    | Data de Exibição (Japão) |
| -- | -------------------------------------------------------------- | ------------------------------------------------- | ------------------------ |
| 01 | "Jū Roku-sai, Haru, Mada Tsubomi" (十六歳、春、まだつぼみ)     | "É primavera, Tenho 16 anos e ainda sou um Broto" | 3 de abril de 2011       |
| 02 | "Fukushū Suru wa, Makanai ni Ari" (復讐するは、まかないにあり) | "Vingança é como um Prato de Comida"              | 10 de abril de 2011      |
| 03 | Hobiron" (ホビロン)                                            | "Balut"                                           | 17 de abril de 2011      |
| 04 | "Aosagi Rapusodī" (蒼鷺ラプソディー)                           | "Rapsódia da Garça-Real"                          | 24 de abril de 2011      |

### Música
Tema de abertura:
- "Hana no Iro (ハナノイロ)" por nano.RIPE

Tema de encerramento:
- "Hazy" por Sphere